# Ammosperma
Ammosperma – rodzaj roślin należący do rodziny kapustowatych. Obejmuje dwa gatunki występujące w północno-zachodniej Afryce – od Maroka po Libię. 

## Morfologia
PokrójRośliny jednoroczne, pokryte włoskami prostymi.
LiścieOgonkowe, pojedynczo i podwójnie pierzasto podzielone.
KwiatyZebrane w zwykle dość wiotkie grona. Działki kielicha wzniesione mniej lub bardziej, boczna para nieco woreczkowato rozdęta. Płatki korony 4, białe do fioletowych, jajowate, z paznokciem. Pręcików 6 z podługowatymi pylnikami. Zalążnia górna z 110–200 zalążkami, zwieńczona krótką szyjką słupka na szczycie z całobrzegim znamieniem.
OwoceWielonasienne, równowąskie łuszczyny podnoszące się do prosto wzniesionych.

## Systematyka
Pozycja systematyczna
Rodzaj należy do rodziny kapustowatych (Brassicaceae), a w jej obrębie do plemienia Brassiceae.
Wykaz gatunków
- Ammosperma cinereum (Desf.) Baill.
- Ammosperma variabile Nègre & Le Houér.